# كارل فريدريش بيكر
كارل فريدريش بيكر (بالألمانية: Karl Friedrich Becker)‏ (و. 1777 – 1806 م) هو مؤرخ من مملكة بروسيا، ولد في برلين، توفي عن عمر يناهز 29 عاماً.

## التعليم
تعلم في جامعة هاله
.